# Halazhaisuchus
Halazhaisuchus is een geslacht van uitgestorven archosauriformen uit het Vroeg-Trias van China.
De typesoort Halazhaisuchus qiaoensis werd in 1982 benoemd door Wu. De geslachtsnaam verwijst naar de vindplaats Halazhai. Het holotype V6027 is gevonden in 1977 in de lagere Ermaying-formatie in Shaanxi. Het betreft een skelet zonder schedel. Het omvat dertien wervels van de wervelkolom, enkele ribben, twee schouderbladen en twee opperarmbeenderen, het rechterspaakbeen en -ellepijp, en een linkerravenbeksbeen.

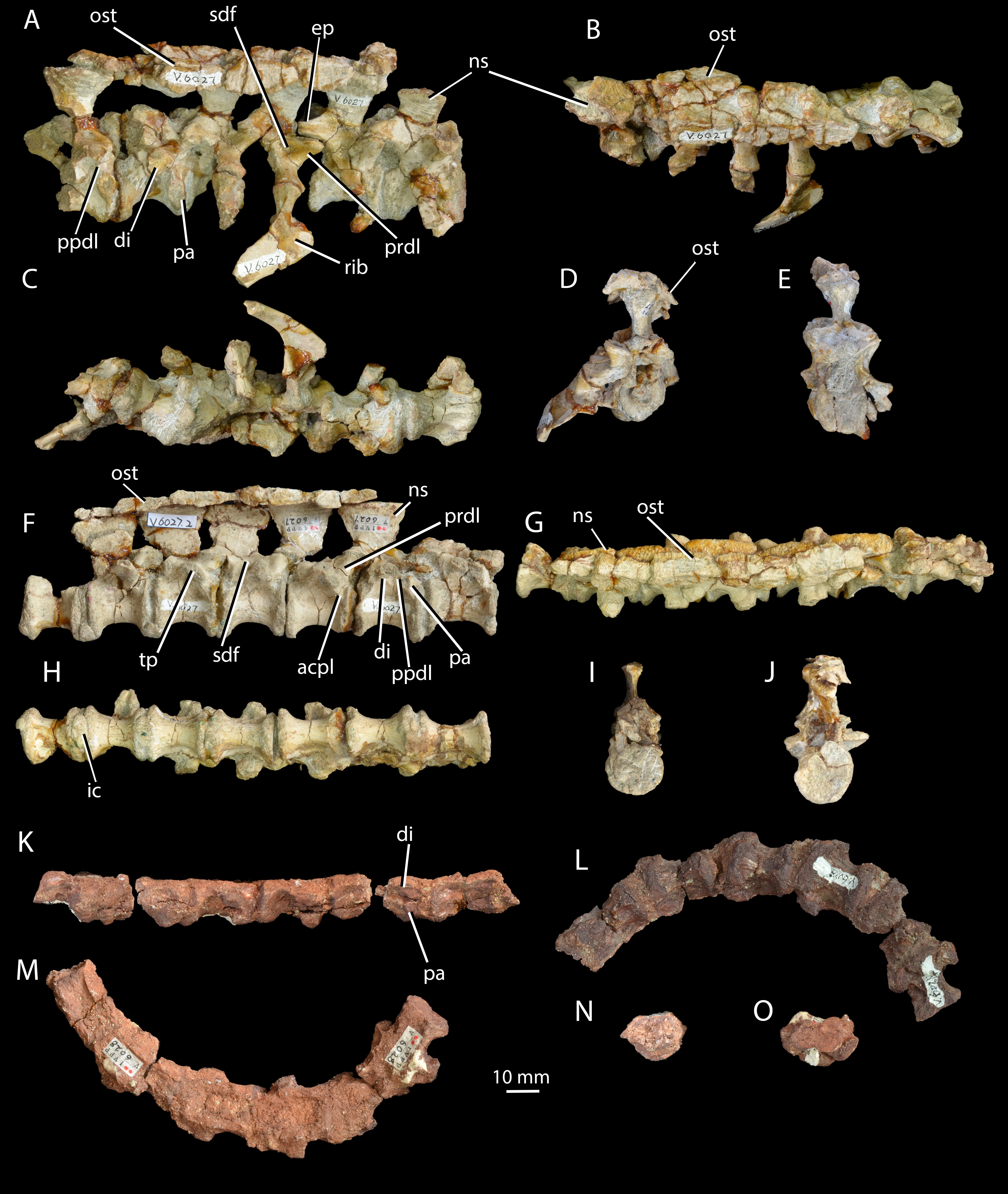
Wervels van Halazhaisuchus qiaoensis en Turfanosuchus shageduensis

Twee rijen plaatachtige osteodermen lopen langs de lengte van de wervels
Het werd in 1982 in de familie Euparkeriidae geplaatst als een naaste verwant van het geslacht Euparkeria uit Zuid-Afrika omdat het basale kenmerken heeft zoals kleine intercentra tussen de wervels en een groot ravenbeksbeen, niet bekend van latere archosauriërs. Deze kenmerken zijn echter als symplesiomorfieën gemeenschappelijk voor veel vroege archosauriformen en niet uniek voor Euparkeriidae.
De fauna van de lagere Ermaying-formatie lijkt sterk op die van de Cynognathus Assemblage Zone in Zuid-Afrika. Halazhaisuchus is vergelijkbaar met Euparkeria, terwijl de Chinese Parakannemeyeria en Guchengosuchus lijken op respectievelijk de Zuid-Afrikaanse Kannemeyeria en Erythrosuchus.
Turfanosuchus shageduensis kan een jonger synoniem zijn.